# Petrophile squamata
Petrophile squamata är en tvåhjärtbladig växtart som beskrevs av Robert Brown. Petrophile squamata ingår i släktet Petrophile och familjen Proteaceae. Inga underarter finns listade i Catalogue of Life.